# Carsac-Aillac
Carsac-Aillac é uma comuna francesa na região administrativa da Nova Aquitânia, no departamento Dordonha. Estende-se por uma área de 17,41 km². Em 2010 a comuna tinha 1 582 habitantes (densidade: 90,9 hab./km²).

## História
Em 1961 as comunas de Carsac-de-Carlux e Aillac fundiram-se sob o nome de Carsac-Aillac.

## Personalidades ligadas à comuna
- François Bordes (1919-1981), pré-historiador.
- Marius Rossillon (1867-1946), criador do Bibendum Michelin[2], faleceu em Carsac-Aillac.